# Gauchito Gil
Pour les articles homonymes, voir Núñez.

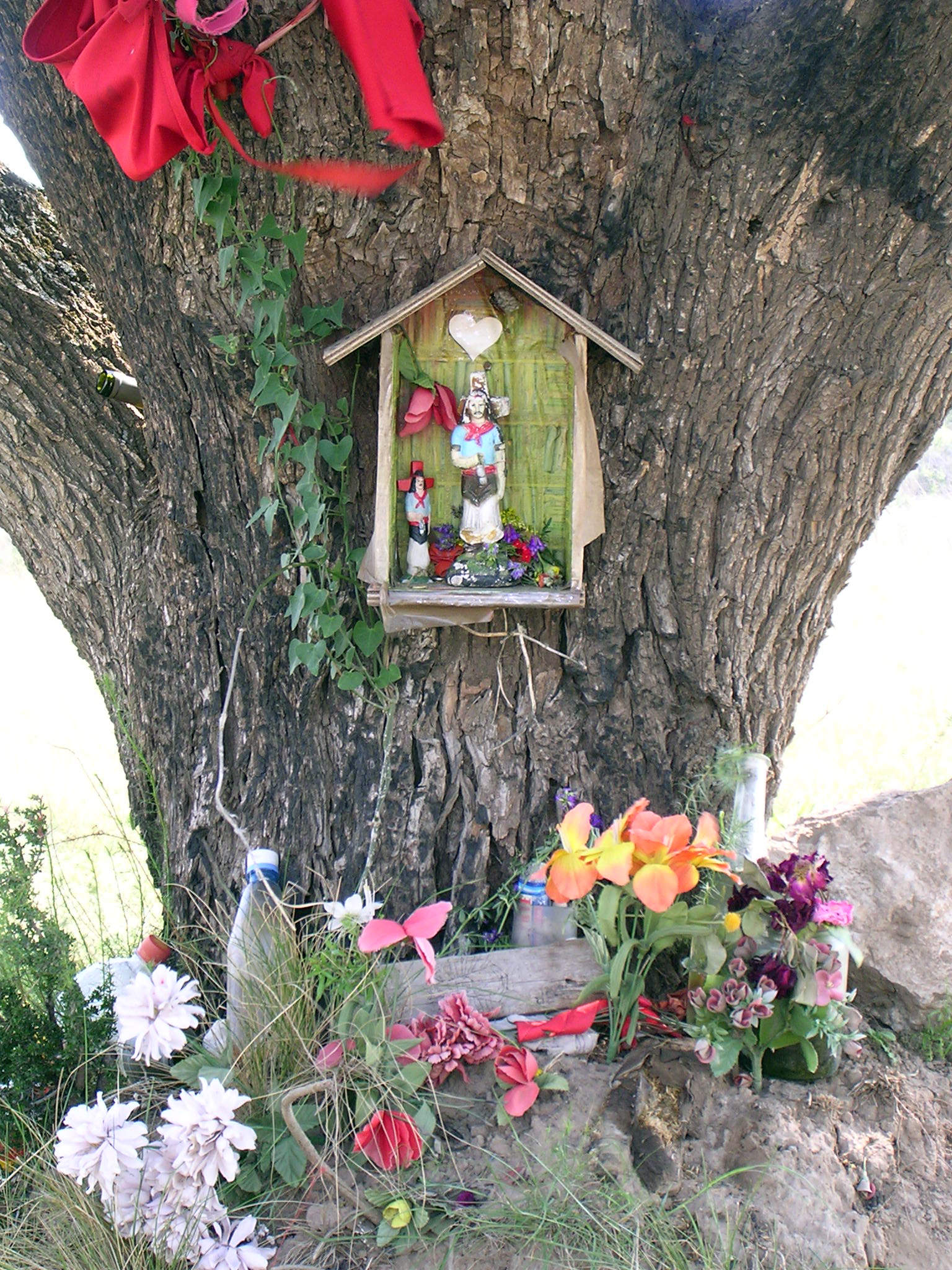

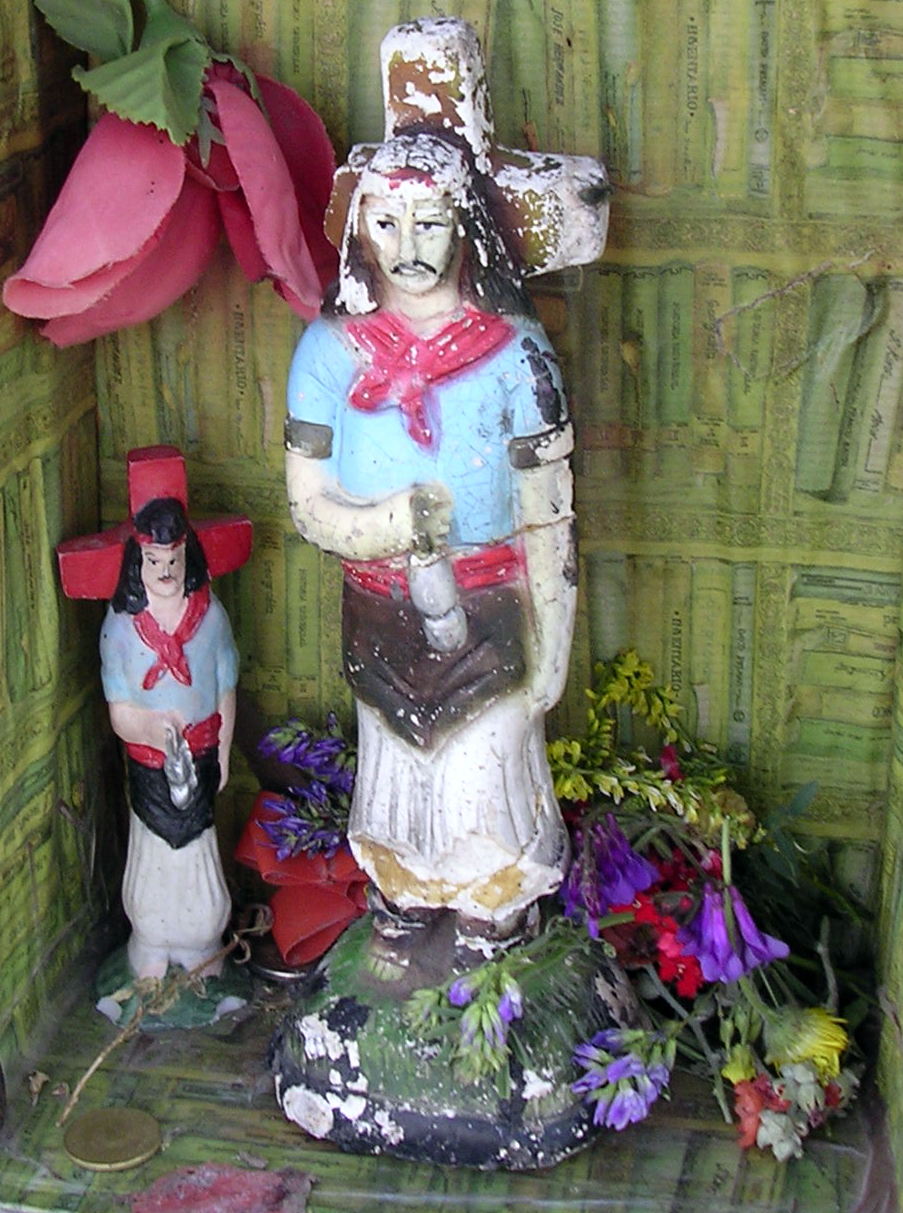

Gauchito Gil est une figure légendaire, objet de dévotion populaire en Argentine. Son origine historique est très incertaine. Antonio Mamerto Gil Núñez, gaucho de son état, aurait vécu au XIXe siècle dans la province de Corrientes (Argentine).
Il serait né à Pay Ubre, près de Mercedes (Corrientes), et aurait été assassiné un 8 janvier à environ 8 km de cette ville.

## Légendes
Comme dans tout récit issu de la tradition orale, il n'y aucune certitude avérée entourant l'histoire de ce personnage. C'est un mythe vivant, en constante mutation, à l'origine duquel on pourrait voir en filigrane un processus historique d'expropriation de la terre et de marginalisation d'une certaine population. 
Les histoires populaires varient donc, mais, en termes généraux, la légende raconte qu'Antonio Gil était un gaucho travailleur rural et dont une veuve fortunée s'éprit ou eut une relation amoureuse avec lui. Ceci valut à Gil de s'attirer la haine des frères de la veuve et du chef de la police locale, qui avait courtisé cette même femme.
Étant donné le danger, Gil laissa le champ libre et s'engagea pour combattre dans la Guerre de la Triple Alliance (1864-1870) contre le Paraguay.
Après son retour, il fut recruté par le Parti libéral de Corrientes pour combattre dans la guerre civile contre le parti d'opposition autonomiste, mais Gil déserta.
Selon la légende, finalement capturé, il fut pendu par le pied à un caroubier, et tué d'une entaille à la gorge. Gil dit à son bourreau qu'il devrait prier au nom de Gil pour la vie de son fils, qui était très malade ; le bourreau fit ainsi et son fils guérit miraculeusement. Il donna au corps de Gil un enterrement approprié et les personnes qui apprirent le miracle construisirent un sanctuaire  qui n'a cessé de grandir jusqu'à aujourd'hui.

### Autre version
Une autre version relate que Gil était un voleur de troupeaux de grande générosité avec les pauvres. Recruté pour combattre dans la Guerre de la Triple Alliance, il déserta et fut pourchassé. Quand on le captura, un policier était sur le point de l'abattre au pied d'un arbre quand le Gauchito Gil lui dit : « Ne me tue point, car il va arriver une lettre qui prouve mon innocence ».
Le policier répondit : « Cela m'est égal, tu ne vas pas t'en tirer » et le Gauchito lui dit : "Quand arrivera la lettre, tu recevras la nouvelle que ton fils est mourant à cause d'une maladie ; quand tu seras près de ton fils, prie pour moi et ton fils sera sauvé, parce qu'aujourd'hui tu vas répandre le sang d'un innocent". À cette époque, on croyait qu'invoquer le sang d'un innocent faisait des miracles.
En arrivant chez lui à Mercedes, le policier trouva son fils malade, pria pour lui au nom du Gauchito Gil et son fils fut guéri. Le policier revint où se trouvait le corps de Gil et lui donna une sépulture.

## Sanctuaire
Actuellement, le sanctuaire construit à l'emplacement de sa tombe (située à environ 8 km de Mercedes) reçoit la visite de centaines de milliers de pèlerins chaque année et spécialement le 8 janvier, anniversaire de la mort de Gil.
Le culte du Gauchito Gil s'est répandu non seulement à travers la province de Corrientes, mais aussi à travers la province du Chaco, au nord de Santa Fe, à Mendoza, dans le Gran Buenos Aires et même dans la capitale fédérale.
On peut remarquer les sanctuaires du Gauchito Gil au bord des routes argentines, ornés de drapeaux et de rubans rouges.

## Traditions
Le long des routes de l'Argentine, on peut apercevoir de nombreux petits « sanctuaires » du Gauchito Gil, avec des drapeaux, des rubans et des voiles rouges. Les voyageurs s'y arrêtent pour prier et rendre grâce pour les supposés miracles ; ils laissent quelque chose de couleur rouge sur place, comme aussi des cigarettes et des bouteilles de vin.